# Wallace Reis
Wallace Reis da Silva, mais conhecido como Wallace Reis ou simplesmente Wallace (Conceição do Coité, 26 de dezembro de 1987), é um futebolista brasileiro que atua como zagueiro. Atualmente joga pelo Londrina.

## Clubes

### Vitória
Chegou às categorias de base do Leão ainda garoto e foi incorporado ao elenco principal definitivamente em 2006, fazendo sua estreia na Série C daquele ano, em que o Vitória alcançou o acesso. Em 2007 e 2008, disputou mais partidas, ainda na reserva e servindo como opção em caso lesão de zagueiros e volantes titulares.
Em 2009, ganhou vaga de titular no Brasileirão, com Paulo César Carpeggiani no comando da equipe, fazendo trio de defesa com Victor Ramos e Anderson Martins, companheiros de longa data no clube. Permaneceu como titular até 2010, vencendo seu quarto título baiano consecutivo e chegando ainda à final da Copa do Brasil, tendo inclusive marcado um gol na partida de volta contra o Santos, quando o Vitória venceu por 2 a 1 mas não levantou a taça devido à derrota por 2 a 0 no jogo de ida. Destacou-se e chamou atenção de outros clubes. Com o fim do ano e o rebaixamento do time rubro-negro, acertou com o Corinthians para a temporada 2011. Wallace deixou o Vitória com 150 partidas completadas e 11 gols marcados.

### Corinthians
Começou o ano tendo que sentar no banco de reservas mas chegou a jogar diversas partidas como titular devido à lesão do companheiro Chicão. Continuou como suplente ao longo do ano, mas esteve presente em momentos importantes, como o jogo do título, na 38ª do Brasileirão, em que o Timão empatou em 0 a 0 com o rival Palmeiras e levantou a taça de campeão brasileiro.
Em 2012, mais uma vez foi, primeiramente, reserva, chegando a atuar em algumas partidas em meio ao estadual. No entanto, na partida contra o Santos, pela 12ª rodada, Wallace rompeu os ligamentos do tornozelo e, apesar de ter continuado jogando até o fim, teve de passar por uma cirurgia, afastando-o do gramado por, cerca de, dois meses. Se recuperou da lesão no tornozelo e conquistou com o Timão a Taça Libertadores da América 2012, participando dos minutos finais da grande decisão, contra o Boca Juniors. Após a saída do zagueiro Leandro Castan, Wallace assumiu a camisa de número 4 do Corinthians. Com a chegada de novos jogadores para a posição o zagueiro rescindiu seu contrato com o clube paulista e acertou sua transferência para o Flamengo em 2013.

### Flamengo
Em 2013, o zagueiro acertou com o Flamengo por 4 anos. Wallace afirmou em sua apresentação: "Extremamente feliz, sair de uma equipe de massa como o Corinthians e vir para uma muito maior. São as duas maiores equipes do Brasil. Poder jogar nas duas é algo indescritível". Fez seu primeiro gol com a camisa Rubro-Negra na goleada contra o Criciúma por 4 a 1, fazendo o segundo gol do Flamengo, partida válida pelo Campeonato Brasileiro de 2013.
Na volta da final do Campeonato Carioca de 2014, contra o rival Vasco da Gama, após cruzamento de escanteio cobrado por Léo Moura, cabeceou uma bola que bateu no travesão, aos 45 minutos do segundo tempo. No rebote, Márcio Araújo, em posição irregular, fez o gol do título.
Voltou a marcar pelo Rubro-Negro diante do ex-clube Corinthians na vitória por 1 a 0 em partida válida pelo Campeonato Brasileiro. No dia 29 de novembro de 2014, Wallace atingiu a marca de 100 jogos pelo Flamengo na goleada por 4 a 0 diante do seu ex-clube Vitória em partida válida pelo Campeonato Brasileiro.
Com a saída de Léo Moura, Wallace assumiu a braçadeira de capitão do Flamengo. Para o jornalista Rica Perrone, esta escolha foi natural. Segundo ele: "Wallace não é diferente porque lê. Nem porque fala bem ou porque se posiciona contra o PT. Wallace é capitão porque é um raro jogador que hoje em dia volta pra casa e sente o resultado. Ele assiste VT, se preocupa com o time, busca melhorar, se incomoda com vaias e não vai ao pagode com o “bonde” após uma derrota."
Em julho de 2015, ele criou uma minibiblioteca na sede do Flamengo para atrair o interesse à leitura dos jovens jogadores que estão na categoria de base rubro-negra. Ele investiu dinheiro do próprio bolso para comprar estantes e também arrecadou centenas de livros sobre os mais diversos assuntos, como esporte, ficção, economia, entre outros.
No dia 4 de fevereiro de 2016 fez o seu sétimo gol com a camisa rubro-negra, igualando o número de tentos marcados pelo ex-zagueiro Fábio Luciano pelo clube. Nas 7 partidas em que o Wallace marcou, o Flamengo ganhou 6. A exceção foi na derrota por 4 x 2 para o Vitória, em 1º de dezembro de 2013, pelo Campeonato Brasileiro.
Em 24 de abril de 2016, durante a semifinal do Campeonato Carioca, foi alvo de uma polêmica após liderar a entrada do time com uma bandeira, deixando pra trás as crianças que entrariam em campo ao lado dos jogadores. A atitude foi chamada pelo ex-jogador e comentarista Roger Flores como "ridícula".
Em entrevista ao GloboEsporte.com, Wallace negou que a ideia tenha sido dele, dizendo que "Todo mundo sabia dessa ação e eu, como capitão, concordei quando soube. E é bom que fique claro que não houve qualquer tentativa de menosprezar o adversário, mas sim fazer uma homenagem à nossa torcida e também mostrar que estávamos motivados para a decisão."
Logo após essa partida, após muitas críticas da torcida, Wallace pediu para deixar de ser o capitão da equipe. Na partida seguinte, contra o Fortaleza, em 4 de março, válida pela ida da 2ª fase da Copa do Brasil (derrota do Fla por 2x1), Wallace já não era mais o capitão.
Em 13 de março, às vésperas do início do Brasileirão de 2016, Wallace informou que procurou a diretoria do Flamengo e pediu para ser dispensado.
Em sua passagem pelo clube, foi considerado um personagem importante, assumindo uma liderança positiva dentro e fora do campo.

### Grêmio
Em 30 de maio de 2016 foi contratado pelo Grêmio com vínculo até 31 de maio de 2019.

### Gaziantepspor
Depois de perder espaço no Grêmio com a chegada do argentino Walter Kannemann, o clube gaúcho encaminhou empréstimo do zagueiro para o Gaziantepspor, da Turquia.
Após ficar sem receber seu salário, Wallace Reis rescindiu com o clube turco e voltou de empréstimo, para o Grêmio.

### Retorno ao Vitória
Após obter pouco espaço em seu retorno ao Grêmio, clube no qual era vinculado por contrato, Wallace acertou seu retorno ao Vitória, em 30 de junho de 2017, onde foi revelado, após cerca de seis anos e meio.
Em 2021, Wallace foi o jogador do Vitória com mais jogos. Entre Campeonato Baiano, Copa do Nordeste, Copa do Brasil e Série B, ele disputou 53 jogos pelo Rubro-Negro e marcou um gol.

### Brusque
em 18 de janeiro de 2022, Wallace acertou pelo empréstimo por Brusque. Fez a sua estreia em 9 de fevereiro, na vitória sobre Avaí, partida válida pelo Campeonato Catarinense.

### Londrina
Em novembro de 2024, o Londrina anunciou a contratação do zagueiro Wallace. O jogador assinou contrato até o final de 2025 e reforça o elenco para a disputa do Campeonato Paranaense e da Série C do Brasileiro.

## Estilo de Jogo
Segundo o narrador Evaldo José, da Rádio CBN, em uma entrevista dada ao programa Redação SporTV, "Wallace é um zagueiro que às vezes é lento, mas também é um jogador técnico, que marca, sabe se colocar bem".
Zico, em um programa no qual é comentarista na Rádio Globo, disse que Wallace não sabe jogar pelo lado esquerdo da zaga. Para ele, "Wallace, quando joga pelo lado esquerdo, é sempre um jogador de péssima qualidade. Pela direita, ele é bom." Os números realmente comprovam isso. No Brasileirão 2015, por exemplo, até o dia 25/10, Wallace havia atuado nove vezes pelo lado esquerdo: três vitórias, um empate e cinco derrotas (37% de aproveitamento). Já no outro flanco foram 12 jogos: sete vitórias, um empate e quatro derrotas (61% de aproveitamento).
Para o jornalista Rica Perrone, Wallace é um líder nato. Pelas suas palavras "Wallace pode não ter a técnica que muitos gostariam que ele tivesse, mas tem um respeito pelo clube e pelo que faz que a enorme maioria não tem."

## Outras atividades

### Livros
Wallace tem um hobby pouco comum entre jogadores de futebol: a leitura. Ele passou a ter o hábito de ler quando ainda jogava nas categorias de base do Vitória por influência de um psicólogo do time baiano.
| “ | Fui formado nas categorias de base do Vitória, lá se incentivava a leitura, ganhei o hábito, nada de anormal. Pode ser fora dos padrões de jogador, mas nada de anormal. | ” |

Em novembro de 2013, após uma derrota do Flamengo para o Botafogo por 2 a 1, Wallace percorreu oito livrarias da cidade do Rio de Janeiro e comprou 33 exemplares da obra 'Nunca Deixe de Tentar' para distribuir ao elenco rubro-negro, como forma de motivar o grupo. 1 mês mais tarde, o clube se sagraria campeão da Copa do Brasil.
O zagueirão do Flamengo, além de ler livros, também ouve podcasts (e não apenas músicas, como a grande maioria dos jogadores) e costuma participar da gravação de alguns deles. Como nos podcasts produzidos pelo Jovem Nerd e a galera do MRG.
No início de 2015, ele criou o site Wallace Leu, em que ele divulga crônicas de alguns livros que leu. O projeto do site foi idealizado por Guilherme Prado, que o conheceu quando comandava o departamento de comunicação do Corinthians e, atualmente, é gestor de imagem esportiva.
Em abril de 2015, ele foi convidado por Marcos Vilaça a participar de um chá na Academia Brasileira de Letras. Vilaça ficou encantado ao ver uma entrevista em que Wallace falou de sua paixão pela leitura no programa Bem, amigos!, do SporTV.
Em julho de 2015, ele criou uma minibiblioteca na sede do Flamengo para atrair o interesse à leitura dos jovens jogadores que estão na categoria de base rubro-negra. Ele investiu dinheiro do próprio bolso para comprar estantes e também arrecadou centenas de livros sobre os mais diversos assuntos, como esporte, ficção, economia, entre outros.

## Estatísticas
Até 22 de julho de 2017.

### Clubes
| Clube         | Temporada         | Campeonato nacional | Campeonato nacional | Campeonato nacional | Copa nacional[a] | Copa nacional[a] | Copa nacional[a] | Competições continentais[b] | Competições continentais[b] | Competições continentais[b] | Outros torneios[c] | Outros torneios[c] | Outros torneios[c] | Total | Total | Total   |
| Clube         | Temporada         | Jogos               | Gols                | Assist.             | Jogos            | Gols             | Assist.          | Jogos                       | Gols                        | Assist.                     | Jogos              | Gols               | Assist.            | Jogos | Gols  | Assist. |
| ------------- | ----------------- | ------------------- | ------------------- | ------------------- | ---------------- | ---------------- | ---------------- | --------------------------- | --------------------------- | --------------------------- | ------------------ | ------------------ | ------------------ | ----- | ----- | ------- |
| Vitória       | 2006              | 2                   | 0                   | 0                   | 0                | 0                | 0                | 0                           | 0                           | 0                           | 0                  | 0                  | 0                  | 2     | 0     | 0       |
| Vitória       | 2007              | 8                   | 0                   | 0                   | 0                | 0                | 0                | 0                           | 0                           | 0                           | 0                  | 0                  | 0                  | 8     | 0     | 0       |
| Vitória       | 2008              | 15                  | 0                   | 0                   | 0                | 0                | 0                | 0                           | 0                           | 0                           | 4                  | 0                  | 0                  | 19    | 0     | 0       |
| Vitória       | 2009              | 28                  | 1                   | 1                   | 6                | 0                | 0                | 4                           | 1                           | 0                           | 20                 | 1                  | 0                  | 58    | 3     | 1       |
| Vitória       | 2010              | 27                  | 2                   | 0                   | 11               | 1                | 0                | 2                           | 0                           | 0                           | 24                 | 5                  | 0                  | 64    | 8     | 0       |
| Vitória       | Total             | 80                  | 3                   | 1                   | 17               | 1                | 0                | 6                           | 1                           | 0                           | 48                 | 6                  | 0                  | 151   | 11    | 1       |
| Corinthians   | 2011              | 16                  | 0                   | 0                   | 0                | 0                | 0                | 0                           | 0                           | 0                           | 9                  | 0                  | 0                  | 25    | 0     | 0       |
| Corinthians   | 2012              | 22                  | 1                   | 1                   | 0                | 0                | 0                | 3                           | 0                           | 0                           | 6                  | 0                  | 0                  | 31    | 1     | 1       |
| Corinthians   | Total             | 38                  | 1                   | 1                   | 0                | 0                | 0                | 3                           | 0                           | 0                           | 15                 | 0                  | 0                  | 56    | 1     | 1       |
| Flamengo      | 2013              | 30                  | 3                   | 1                   | 10               | 0                | 0                | —                           | —                           | —                           | 10                 | 0                  | 0                  | 50    | 3     | 1       |
| Flamengo      | 2014              | 31                  | 1                   | 1                   | 1                | 0                | 0                | 6                           | 0                           | 0                           | 12                 | 0                  | 0                  | 50    | 1     | 1       |
| Flamengo      | 2015              | 28                  | 1                   | 1                   | 6                | 1                | 0                | —                           | —                           | —                           | 21                 | 0                  | 1                  | 55    | 2     | 2       |
| Flamengo      | 2016              | —                   | —                   | —                   | 3                | 0                | 0                | —                           | —                           | —                           | 20                 | 1                  | 0                  | 23    | 1     | 0       |
| Flamengo      | Total             | 89                  | 5                   | 3                   | 20               | 1                | 0                | 6                           | 0                           | 0                           | 63                 | 1                  | 1                  | 178   | 7     | 4       |
| Grêmio        | 2016              | 17                  | 0                   | 0                   | —                | —                | —                | —                           | —                           | —                           | —                  | —                  | —                  | 17    | 0     | 0       |
| Grêmio        | Total             | 17                  | 0                   | 0                   | 0                | 0                | 0                | 0                           | 0                           | 0                           | 0                  | 0                  | 0                  | 17    | 0     | 0       |
| Gaziantepspor | 2017              | 14                  | 0                   | 0                   | —                | —                | —                | —                           | —                           | —                           | —                  | —                  | —                  | 14    | 0     | 0       |
| Gaziantepspor | Total             | 14                  | 0                   | 0                   | 0                | 0                | 0                | 0                           | 0                           | 0                           | 0                  | 0                  | 0                  | 14    | 0     | 0       |
| Vitória       | 2017              | 21                  | 2                   | 1                   | —                | —                | —                | —                           | —                           | —                           | —                  | —                  | —                  | 21    | 2     | 1       |
| Vitória       | Total             | 21                  | 2                   | 1                   | 0                | 0                | 0                | 0                           | 0                           | 0                           | 0                  | 0                  | 0                  | 21    | 2     | 1       |
| Vitória       | Total na carreira | 259                 | 11                  | 6                   | 37               | 2                | 0                | 15                          | 1                           | 0                           | 126                | 7                  | 1                  | 437   | 21    | 7       |

- a. ^ Jogos da Copa do Brasil
- b. ^ Jogos da Copa Sul-Americana e Copa Libertadores da América
- c. ^ Jogos da Campeonato Baiano, Copa do Nordeste, Campeonato Paulista, Copa do Mundo de Clubes da FIFA, Campeonato Carioca, Troféu 125 anos de Uberlândia, Granada Cup, Super Series, Jogo amistoso, Troféu Asa Branca, Taça Chico Science e Primeira Liga do Brasil

## Títulos
Vitória
- Campeonato Baiano: 2007, 2008, 2009, 2010
- Copa do Nordeste: 2010

Corinthians
- Campeonato Brasileiro: 2011
- Copa Libertadores da América: 2012
- Copa do Mundo de Clubes da FIFA: 2012

Flamengo
- Copa do Brasil: 2013
- Campeonato Carioca: 2014
- Taça Guanabara: 2014

Brusque
- Campeonato Catarinense: 2022
- Recopa Catarinense: 2023

## Vida pessoal
Wallace afirmou em uma entrevista que a inspiração da manutenção de sua tradicional barba foi uma homenagem ao ex-jogador Hugo de León.